# 砂生小檗
砂生小檗（学名：Berberis sabulicola）是小檗科小檗属的植物，是中国的特有植物。分布在中国大陆的西藏等地，生长于海拔3,810米的地区，一般生于砂砾岸缝中，目前尚未由人工引种栽培。